# Atilio Polverini
Atilio Marcos Polverini (Lincoln, provincia de Buenos Aires), 5 de noviembre de 1930 – 1 de abril de 2020) fue un escritor, actor y director de cine argentino. Es principalmente conocido por su filme Bairoletto, la aventura de un rebelde (1985), y por su guion para la película de culto La casa de las siete tumbas (1982).

## Actividad profesional
Atilio Polverini era gerente artístico de la empresa ya desaparecida MBC Producciones y en ese carácter trabajó en la producción del filme de Leopoldo Torre Nilsson Piedra libre (1975) y en el de David José Kohon ¿Qué es el otoño? (1976) y en este mismo año actuó en un papel secundario en No toquen a la nena (1976), de Juan José Jusid. En 1979 tuvo a su cargo el casting de Contragolpe, de Alejandro Doria y en 1982 fue coguionista de La casa de las siete tumbas , la película “maldita” de Pedro Stocki. 
En 1985 dirigió Bairoletto, la aventura de un rebelde sobre el guion que escribió en colaboración con Sebastián Larreta y Miguel Torrado, protagonizada por Arturo Bonín y  Luisina Brando cuya copia restaurada estaba en proceso de masterización al tiempo de su fallecimiento. El filme retomaba el mito de Juan Bautista Bairoletto, un quijotesco “Robin Hood” argentino de principios del siglo XX. En 1985 la película fue galardonada por la Asociación de Cronistas Cinematográficos de la Argentina con el Premio Cóndor de Plata a la Mejor Ópera Prima. Más adelante tuvo una participación como él mismo en el documental Notas de tango (2000), de Rafael Filipelli, y actuó en un papel secundario  en Chúmbale (2002), de Aníbal Di Salvo.
Escribió, entre otros libros, Telarañas, Balurdos y Transes (cuentos) además de la pieza teatral El entretenedor.
Falleció en Argentina el 1 de abril de 2020.

## Filmografía
Guionista
- Chúmbale (2002)
- Notas de tango (2000)
- No toquen a la nena (1976)

Director
- Bairoletto, la aventura de un rebelde (1985)

Guionista
- Bairoletto, la aventura de un rebelde (1985)
- La casa de las siete tumbas (1982)

Argumento
- Bairoletto, la aventura de un rebelde (1985)
- La casa de las siete tumbas (1982)

Casting
- Contragolpe (1979)

## Televisión
Director
- Cuentos clásicos de terror (serie) 
  - Episodio La mortaja (2004)